# Polazzodus
Polazzodus es un género extinto de peces que vivió en la época del Cretácico y parte del Santoniense. Muchos de estos fósiles se pueden encontrar en Italia, donde están bien conservados.

## Especies
Clasificación del género Polazzodus:
- † Polazzodus (Poyato-Ariza 2010)
  - † Polazzodus coronatus (Poyato-Ariza 2010)